# Rajon Soroca
Der Rajon Soroca ist ein Rajon in der Republik Moldau. Die Rajonshauptstadt ist Soroca.

## Geographie
Der Rajon liegt im Nordosten des Landes an der Grenze zur Ukraine entlang des Flusses Dnister. Seine Nachbarbezirke sind Drochia, Dondușeni und Florești.

## Geschichte
Der Rajon Soroca besteht seit 2003. Bis Februar 2003 gehörte das Gebiet zum größeren und inzwischen aufgelösten Kreis Soroca (Județul Soroca).

## Bevölkerung

### Bevölkerungsentwicklung
1959 lebten im Gebiet des heutigen Rajons 89.174 Einwohner. In den darauf folgenden Jahrzehnten stieg die Zahl der Einwohner kontinuierlich an: von 100.938 im Jahr 1970 über 106.062 im Jahr 1979 bis zu 107.834 im Jahr 1989. Bis 2004 sank wie in ganz Moldau die Bevölkerungszahl des Rajons, die in jenem Jahr 94.986 betrug. 2014 lag sie bei 77.656 und damit unter dem Stand von 1959.

### Volksgruppen
Laut der Volkszählung 2004 stellen die Moldauer mit 89,2 % die anteilsmäßig größte Volksgruppe im Rajon Soroca, gefolgt von den Ukrainern mit 5,0 %. Kleinere Minderheiten im Rajon bilden die Russen mit 2,7 %, die Rumänen mit 1,0 % sowie die Gagausen und Bulgaren mit jeweils 0,1 %.

## Kultur und Sehenswürdigkeiten

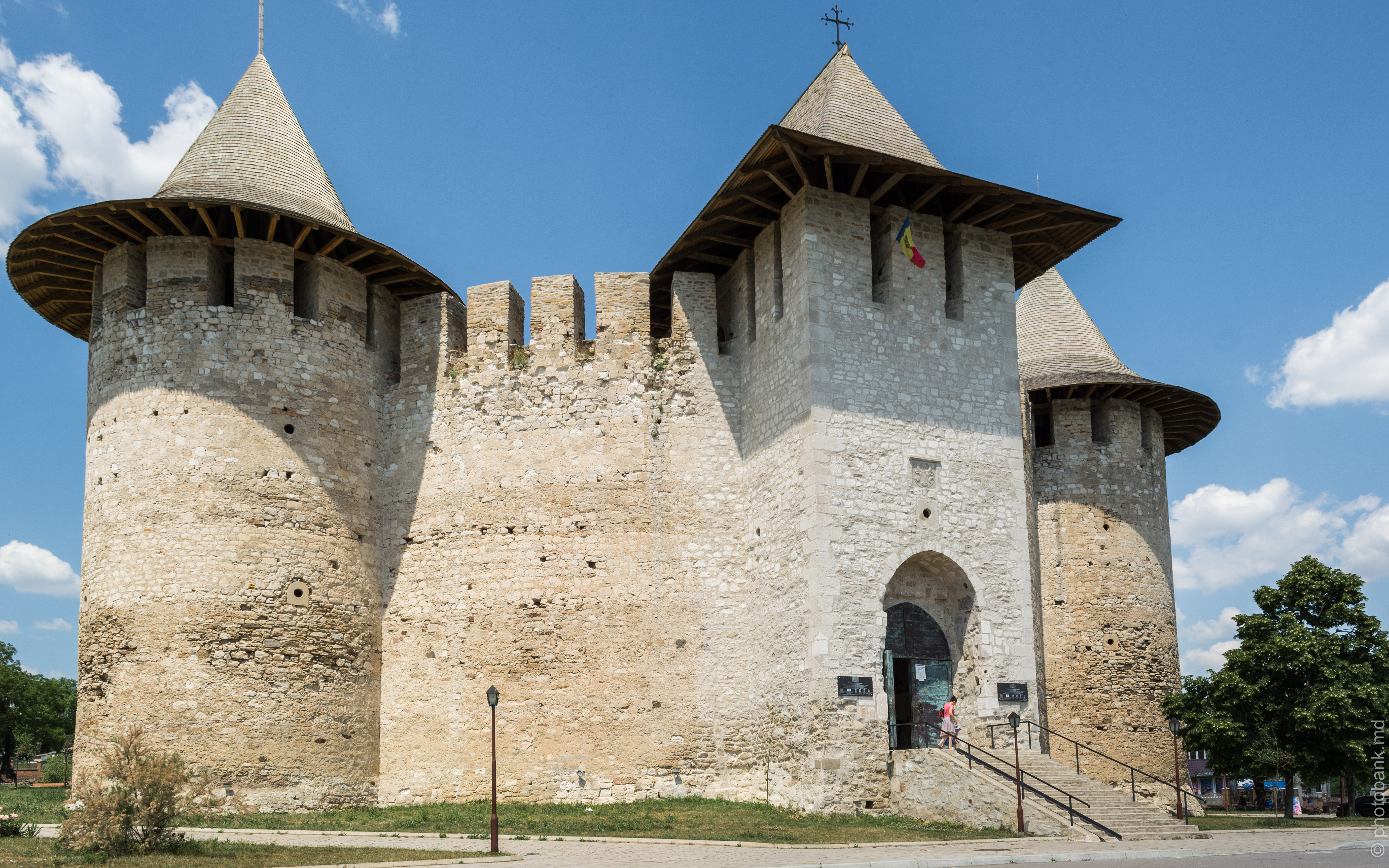
Zugangsseite der Kastellburg Soroca (Festung Soroca)

Die in der Hauptstadt gelegene Festung Soroca wurde unter dem Woiwoden Ștefan cel Mare im 15. Jahrhundert an Stelle einer genuesischen Festung errichtet. In einem Apfelanbaugebiet beim Dorf Rudi befindet sich der letzte auf moldauischem Gebiet erhaltene Vermessungspunkt des zum UNESCO-Welterbe zählenden Struve-Bogens.